# Francesc d'Assís Madorell i Badia
Francesc d'Assís Madorell i Badia (Sant Just Desvern, 1826 – Barcelona, 6 de juny de 1891) fou un polític, escriptor i comerciant.

## Biografia
Va néixer a Sant Just Desvern, fill de Joan Madorell i de Rosa Badia. Els seus germans eren mestres, i durant el sexenni democràtic, influït per Víctor Balaguer i Cirera, fou el cap del comitè liberal de Vilafranca del Penedès. A les eleccions generals espanyoles d'abril de 1872 fou elegit diputat del Partit Constitucional pel districte de Vilafranca, i va repetir novament com a diputat del Partit Liberal Fusionista a les eleccions generals espanyoles de 1881. Durant els seus mandats participà en les comissions sobre estructures ferroviàries i posteriorment fou regidor de l'ajuntament de Barcelona. També va escriure alguns llibres en castellà.
Es va casar amb Antònia Gil i Esteve (1829-1889), natural de Barcelona.

## Obres
- Un novio en dos personas (1854) sarsuela
- La urbanidad en verso (1863)
- Tributos del corazón, o Manual de Felicitaciones en verso... (1864)